# Ahmad ad-Duchi
Ahmad ad-Duchi ad-Dussari (arabisch أحمد الدوخي الدوسري, DMG Aḥmad ad-Dūḫī ad-Dūssarī, nach englischer Umschrift häufig Ahmad al-Dokhi al-Dossari; * 25. Oktober 1976) ist ein ehemaliger saudi-arabischer Fußballspieler. Er gewann fünfmal die saudi-arabische Meisterschaft und nahm an den Weltmeisterschaften 1998, 2002 sowie 2006 teil.

## Karriere
Ahmad ad-Duchi spielte lange Jahre als rechter Verteidiger beim Hauptstadtverein al-Hilal. Vier nationale Meisterschaften und vier Pokalsiege holte er mit dem Verein und er gehörte auch zu dem Team, das 2000 den Asian Champions’ Cup, die asiatische Klubmeisterschaft, gewann. 2005 wechselte er nach Dschidda zu al-Ittihad und konnte mit seiner neuen Mannschaft diesen Erfolg wiederholen. Er trug sogar einen Treffer zum 4:2 im entscheidenden Finalspiel bei.
Obwohl er bereits am 1. Mai 1993 seinen ersten Einsatz in der saudi-arabischen Nationalmannschaft hatte, war er bei der ersten und bislang erfolgreichsten WM-Teilnahme seines Landes 1994 in den USA nicht dabei. Danach spielte er aber in den wichtigsten Turnieren für sein Land und die Fußball-Weltmeisterschaft 2006 in Deutschland wurde seine dritte WM in Folge im WM-Aufgebot Saudi-Arabiens.
Im Jahr 2007 gewann er mit al-Ittihad zum fünften Mal die Meisterschaft. Ein Jahr später wechselte er zu Qatar SC, kehrte jedoch schon 2009 wieder nach Saudi-Arabien zurück. Er spielte noch zwei Jahre für al-Nasr FC, ehe er im Jahr 2011 seine Karriere beendete.

## Titel / Erfolge
- Asian-Champions’-Cup-Sieger: 2000 (al-Hilal), 2005 (al-Ittihad)
- Asian-Cup-Winners’-Cup-Sieger: 1997, 2002 (al-Hilal)
- Asian-Super-Cup-Sieger: 1997, 2000 (al-Hilal)
- Saudi-arabischer Meister: 1996, 1998, 2002, 2005 (al-Hilal), 2007 (al-Ittihad)
- Saudi-arabischer Pokalsieger: 1995, 2000, 2003, 2005 (al-Hilal)